# Bílá Voda
Bílá Voda (německy Weißwasser, polsky Biała Woda) je nejsevernější i nejzápadnější obec Českého Slezska a okresu Jeseník (a tudíž i nejsevernější obec Olomouckého kraje). Rozkládá se kolem stejnojmenného potoka a ze severu, západu i jihu je obklopena hranicí s Polskem. Žije zde 327 obyvatel.

## Poloha
Obec Bílá Voda sousedí na severu, západě a jihu s Polskem (gminy Paczków, Złoty Stok a Lądek-Zdrój) a na východě s městem Javorník. Od okresního města Jeseník je vzdálena 32,5 km a od krajského města Olomouc 97,5 km.
Geomorfologicky patří Bílá Voda k provincii Česká vysočina, subprovincii krkonošsko-jesenické (sudetské), na rozhraní oblasti jesenické (východosudetské) (geomorfologický celek Rychlebské hory, podcelek Travenská hornatina) a oblasti Krkonošsko-jesenické (Sudetské) podhůří (geomorfologický celek Vidnavská nížina). Nejvyšším vrcholem je Javorník (769 m n. m.), dále např. Jelen (702 m n. m.), Muflon (579 m n. m.), Maliník (577 m n. m.), Špice (668 m n. m.), Paseka (541 m n. m.).
Území Bílé Vody patří do povodí Odry, resp. Kladské Nisy. Z drobných, na sever směřujících toků jsou největší potok Bílá voda protékající stejnojmennou obcí, západněji tekoucí Pasecký potok a dále potok Kamenička (též Od Tří lip) tekoucí stejnojmennou částí obce.
Území obce pokrývá z 32,5 % zemědělská půda (18 % orná půda, 13 % louky a pastviny) a z 63 % les.

## Historie obce

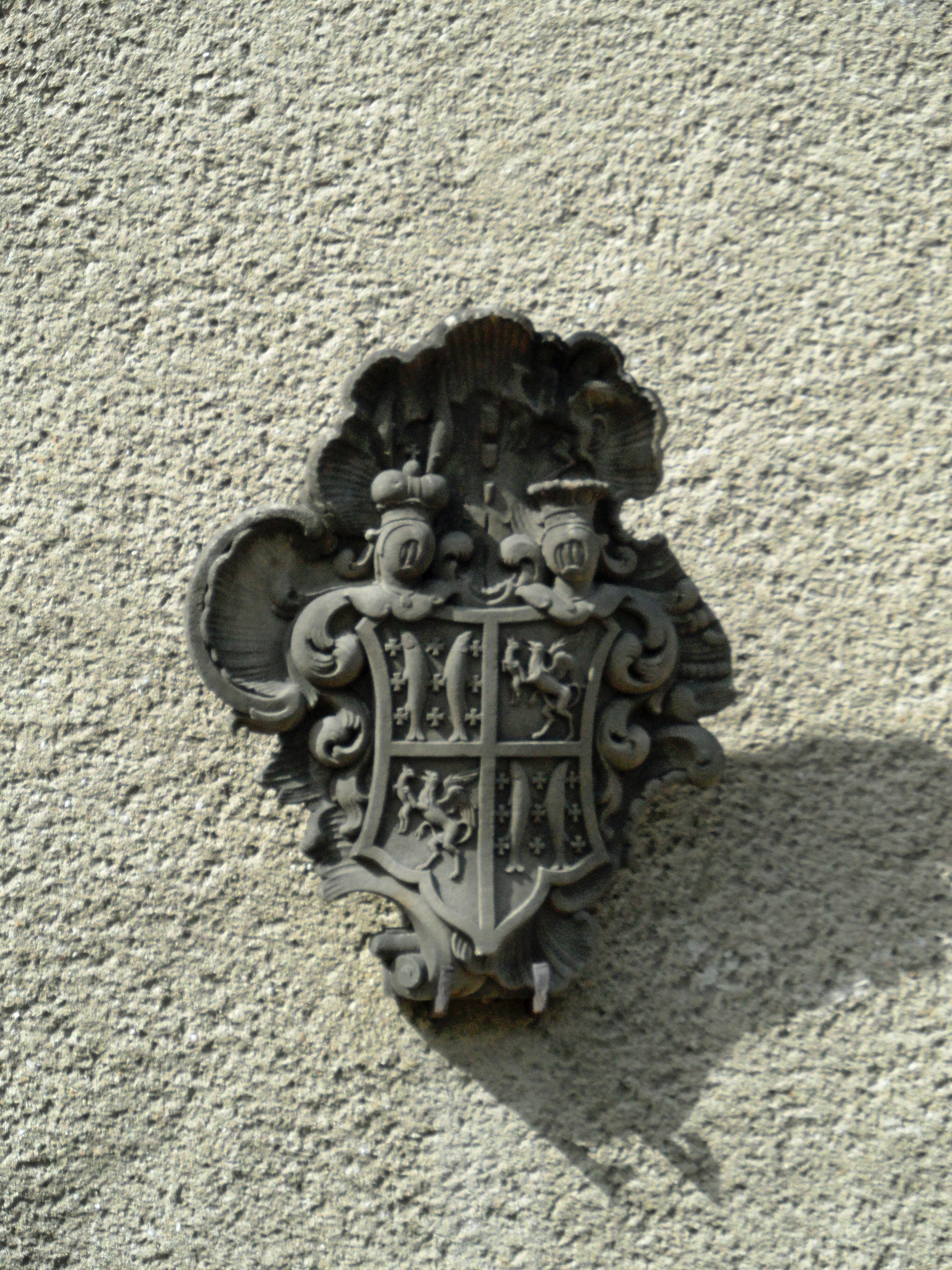
Erb na budově muzea

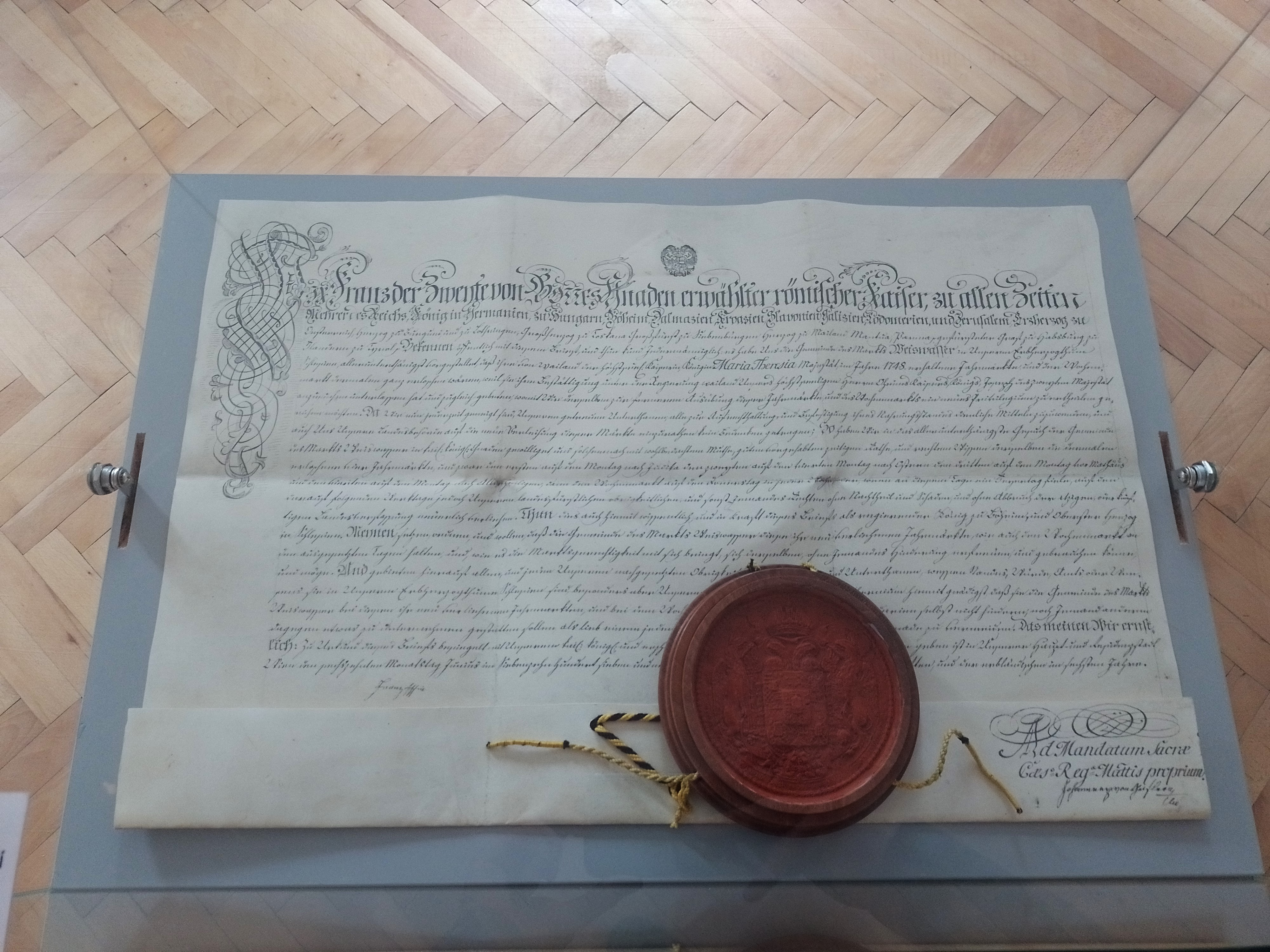
Listina císaře Františka II. z 16. června 1797, kterou potvrzuje privilegia udělená Bílé Vodě Marií Terezií v roce 1748

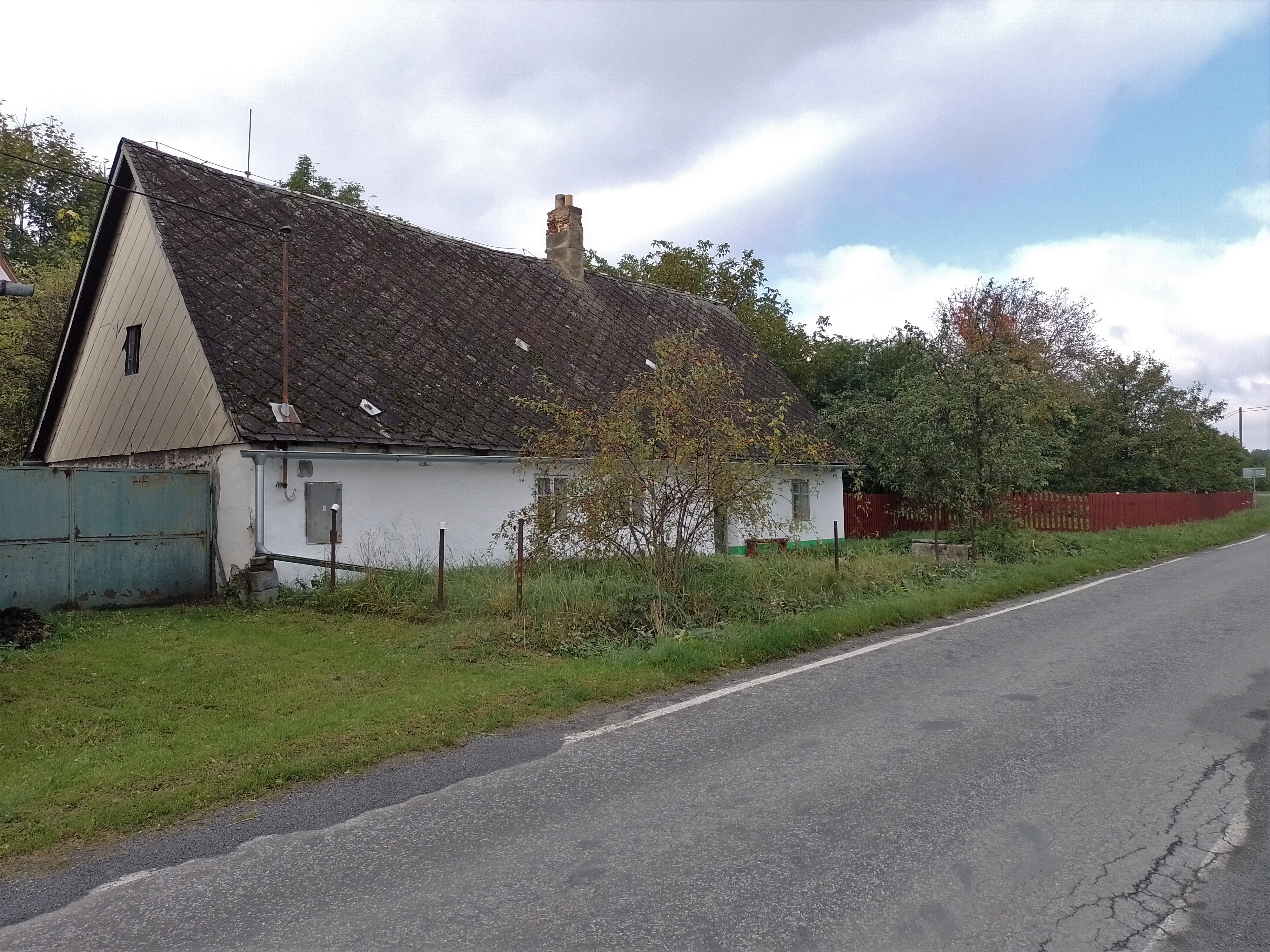
Historický dům č.p. 11

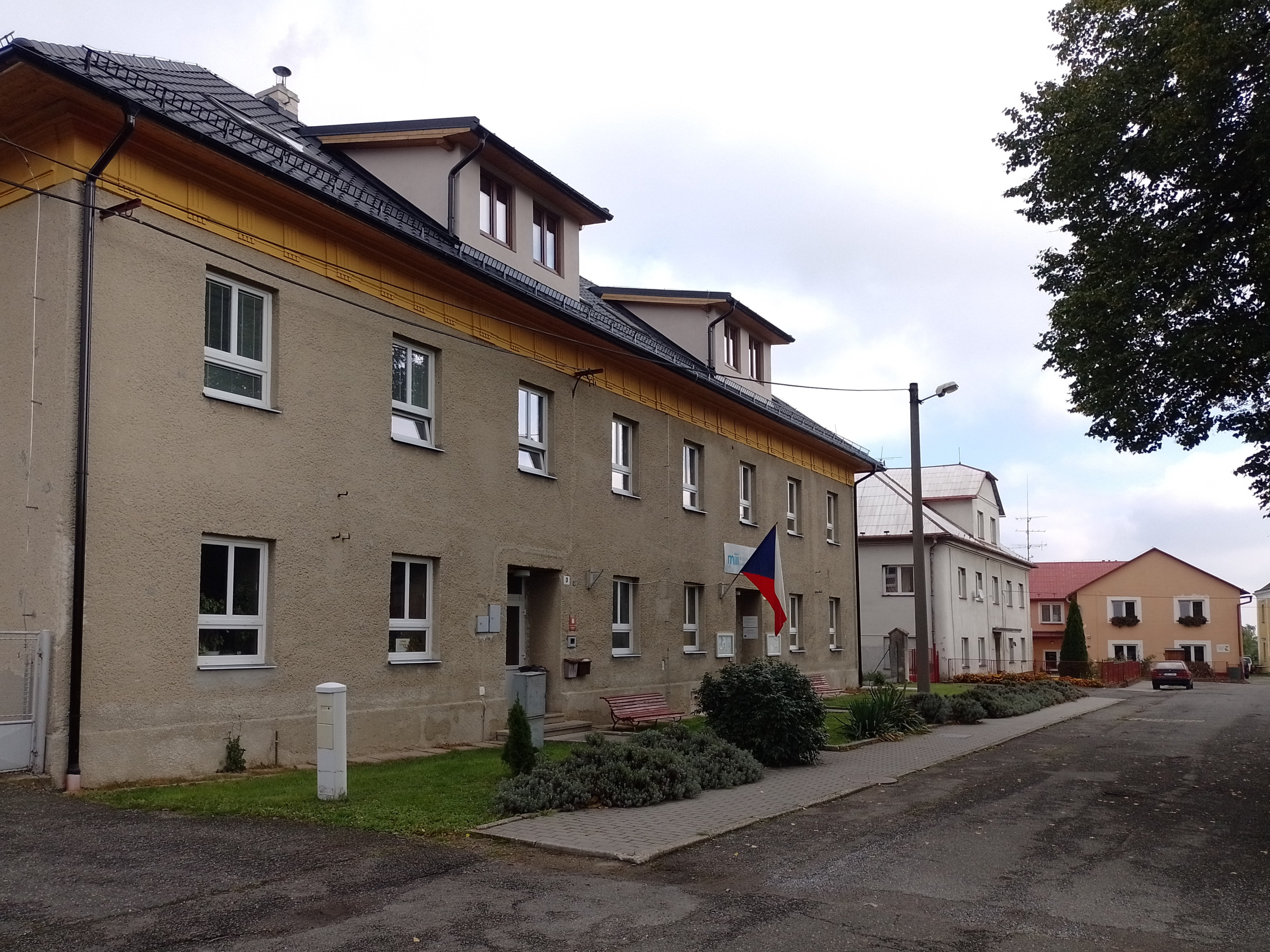
Muzeum izolace, internace a integrace v Bílé Vodě

Nejstarší záznam o vsi pochází z roku 1532. Stavebně však navazuje na obec Kamienica (něm. Kamnitz) v Polsku, která existovala nejméně od 13. století, a pravděpodobně na jejím místě se nacházela ves Vysoká (Wyssoka), zmiňovaná i s fojtstvím v letech 1267 a 1271; za její pozůstatek se pokládá poloha (a katastrální území) Hundorf, nyní u Horních Hoštic. Jméno Bílá Voda pro potok o obec pochází pravděpodobně od barvy dna vodního toku. Od Kamenice se Bílá Voda oddělila právě roku 1532, kdy tuto část vsi odprodali Rungové Schoffům (pozdějším Schaffgotschům).
Ve vsi je brzy (1564) připomínána farnost, nicméně se ženatým, snad luterským knězem. Základ nynějšího farního kostela sv. Anny byl postaven roku 1604; fara samotná však zanikla (Bílá Voda spadala opět pod faru v Kamenici) a byla obnovena až roku 1727, kdy byla odevzdána piaristům.
Od poloviny 16. století jsou zde doloženi rytíři z Maltic (von Maltitz); roku 1612 je to Jan Zikmund von Maltitz, který byl o pět let později povýšen na svobodného pána. Roku 1651 je poprvé doložena zdejší škola. V roce 1655 držel Bílou Vodu Jiří hrabě z Hodic (von Hoditz), roku 1661 jeho syn Maximilián († 1666), po němž dědila jeho vdova Alžběta hraběnka von Donau, po ní její druhý manžel Erdmann Ferdinand svobodný pán Pavlovský z Pavlovic († 1684) a po něm opět jeho vdova Markéta Florentina svobodná paní ze Žerotína (ze Zierotina). Erdmann Pavlovský zahájil v Bílé Vodě těžbu arzenopyritu. Od roku 1687 však Bílou Vodu držel její zeť František Karel hrabě z Lichtenštejn-Kastelkornu (von Liechtenstein-Kastelkorn nebo Castelcorn; jehož manželkou byla Kateřina Florentina Karolína Pavlovská z Pavlovic), po jehož smrti (1709) Bílou Vodu zdědil jeho syn Jakub Arnošt hrabě z Lichtenštejn-Kastelkornu, olomoucký kanovník, biskup sekavský (1728-45), biskup olomoucký (1739-45) a arcibiskup salcburský (1745-47), který v Bílé Vodě založil roku 1723 piaristickou kolej.
Lichtenštejn-Kastelkornové sice Bílou Vodu připojili ke svému panství Hertwigswaldau (nyní Doboszowice v dnešním Polsku), zasloužili se však o rozvoj ve třicetileté válce dosti zpustlé obce, jakož i o její rekatolizaci (mimo jiné obnovením poutí k sošce P. Marie v místním kostele). Zejména pak rychlý rozvoj koleje s sebou přinesl i rozkvět samotné Bílé Vody, který vyvrcholil povýšením části vsi na městečko roku 1748 za synovce a dědice arcibiskupa Jakuba Arnošta, Otty Karla hrabě von Salm-Neuburg († 1766). V té době se již však situace změnila. V důsledku válek o dědictví rakouské byla roku 1742 většina Slezska odtržena od habsburské monarchie a výsledná hranice – rozhraničovací komise zasedala přímo v Bílé Vodě – městys obklopila ze tří stran a ten se náhle dostal do zcela okrajové polohy. Pokus o zapojení do textilního průmyslu – roku 1771 zřízená apretura lnu – měl jen krátké trvání, dlouhodobější význam měla mít těžba kamene a pálení vápna.
Po Otto Karlovi byl majitelem panství jeho syn Karel († 1784). Od jeho dcer Marie Antonie, Ernestiny a Marie Henrietty Bílou Vodu roku 1794 odkoupil a od panství Hertwigswaldau oddělil Antonín říšský hrabě Schlegenberg, po němž ji získal jeho zeť, básník Otto říšský hrabě von Haugwitz. Roku 1809 přijali biskupské léno Václava a Antonín hrabata Haugwitzové, kteří se však ocitli na mizině a roku 1818 statek koupil v licitaci rytmistr Ludvík hrabě d'Ambly. Vdova po něm Barbora (Bettina) d'Ambly (statek držela již roku 1837) čelila roku 1848 vzpouře poddaných, při níž muselo zasahovat vojsko; její synové Josef a Alexandr hrabata d'Ambly prodali Bílou Vodu roku 1853 dceři nizozemského krále Viléma I. a pruské princezně Marianně Oranžské, po jejíž smrti (1883) ji získala její dcera princezna Alexandrina Pruská († 1906) a po ní její dcera vévodkyně Charlotta Meklenbursko-Zvěřínská, provdaná kněžna z Reussu, až nakonec roku 1917 statek opustil ruce panovnic a byl prodán Josefu a Fridě Kutzům (ti přikoupili i vlčické lesy a statek Krutvald), r. 1934 Maxu Weissovi, a jeho posledním majitelem za druhé světové války byl hrabě Wilczek. V té době však již byly prakticky veškeré zemědělské pozemky propachtovány a statek sestával zejména z lesů a menších průmyslových podniků (pily, kamenolomu a vápenek).
Bílá Voda po celou tu dobu – jak napovídá demografický vývoj – stagnovala až upadala. Vedle lesnictví byla hlavní ekonomickou činností těžba vápence a pálení vápna, lámání kamene a nakonec zejména výroba plnicích per značky Haro, která zanikla až po druhé světové válce. Piaristické školy postupně ztrácely na významu a nakonec ukončily činnost roku 1872. Zčásti je však nahradily školy školských sester Naší Paní.
V meziválečném období tradiční křesťansko-sociální tradici venkovského obyvatelstva a sociálně-demokratickou orientaci zaměstnanců dolů a průmyslu nahradil příklon k sudetoněmeckému hnutí. Javornický výběžek i s Bílou Vodou byl dokonce obsazen henleinovskými freikorpsy ještě před Mnichovskou dohodou. Na válečné události upomíná hřbitov obětí „pochodu smrti“ osvětimských vězňů v zimě roku 1945.

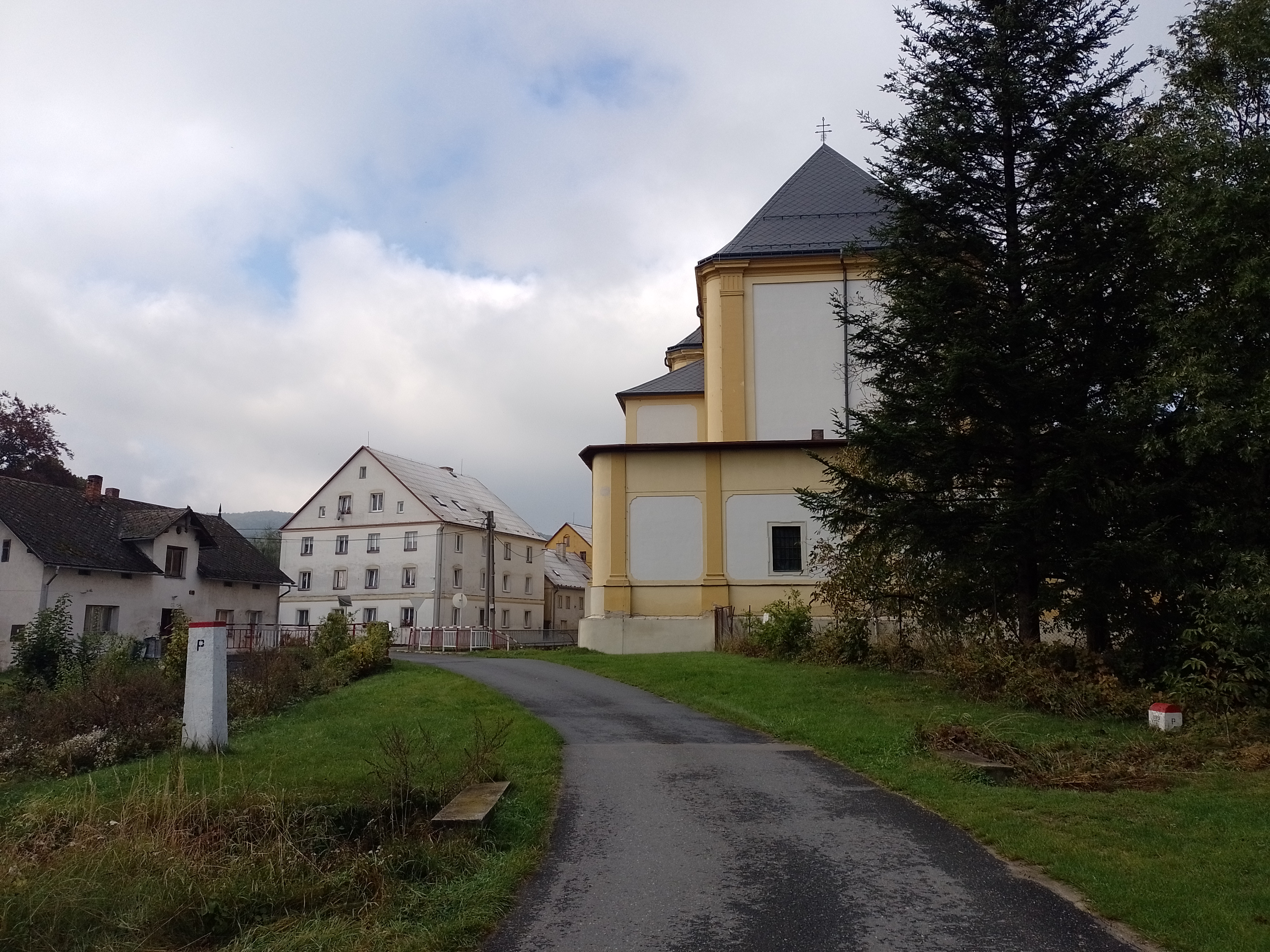
Státní hranice

Po roce 1945 a uzavření hranic se stala odlehlost Bílé Vody ještě patrnější a dosídlování bylo obzvláště obtížné. Lesní půda připadla státnímu statku a místní jednotné zemědělské družstvo vydrželo jen do roku 1963, kdy bylo připojeno ke Státnímu semenářskému statku v Javorníku. Nezemědělské výroby postupně zanikly. Zvláštním způsobem rozvoje bylo zřízení psychiatrické léčebny roku 1954, specializující se na léčení alkoholismu, v novější době též drogových závislostí. Zejména však ale byla tato odlehlá výspa republiky od roku 1950 až do pádu komunistického režimu využita k internaci řeholních sester z celých českých zemí. Toto svérázné společenství určovalo po dlouhou dobu tvář Bílé Vody. Postupný odchod řeholnic na tradiční i nová působiště po roce 1989 vedl k novému demografickému poklesu a celkové změně obce, která má ovšem díky malebné krajině, historickým památkám i otevření hranic značný turistický potenciál.
Roku 1959 byla upravena státní hranice s Polskem, tehdy přišel katastr Bílé Vody o 9 hektarů.
Bílá Voda je členem Mikroregionu Javornicko, svazku obcí vzniklého v roce 2001. Obec je také od roku 1993 členem Sdružení měst a obcí Jesenicka (SMOJ), které tvoří obce okresu Jeseník. Je rovněž členem Euroregionu Glacensis; z Euroregionu Praděd vystoupila k 31. 12. 2008.

### Osady
Na jih od Vsi Bílá Voda, na místě, kde cesta na Orłowiec (něm. Schönau bei Landeck) překračuje hranici, se nacházela osada Růženec (něm. Rosenkranz). Poprvé je zmiňována roku 1638 a byla založena zřejmě nedlouho předtím poblíž krčmy nacházející se na cestě směrem na Kladsko. Název má zřejmě souvislost s používáním této cesty při poutích ke kladskému mariánskému obrazu. Osada měla roku 1836 11 domů a 63 obyvatel, roku 1900 12 domů a 47 obyvatel, roku 1930 8 domů a 31 obyvatel. S výjimkou jediného domu byla zbourána roku 1960.
V oblasti mezi Růžencem a Vsí Bílou Vodou zaniklo i několik dalších skupin chalup a usedlostí, zejména Karlov, něm. Karlshof (dnes název Karlovy Dvory označuje jiná místa), kde roku 1930 žilo 11 lidí; osada U Šišky (Tannzapfen, též Jedlová šiška, Jedlovec), kde bylo v témže roce 8 domů s 37 obyvateli; a hostinec Na Vyhlídce, něm. Gucke.

### Piaristická kolej, klášter školských sester, sběrný klášter

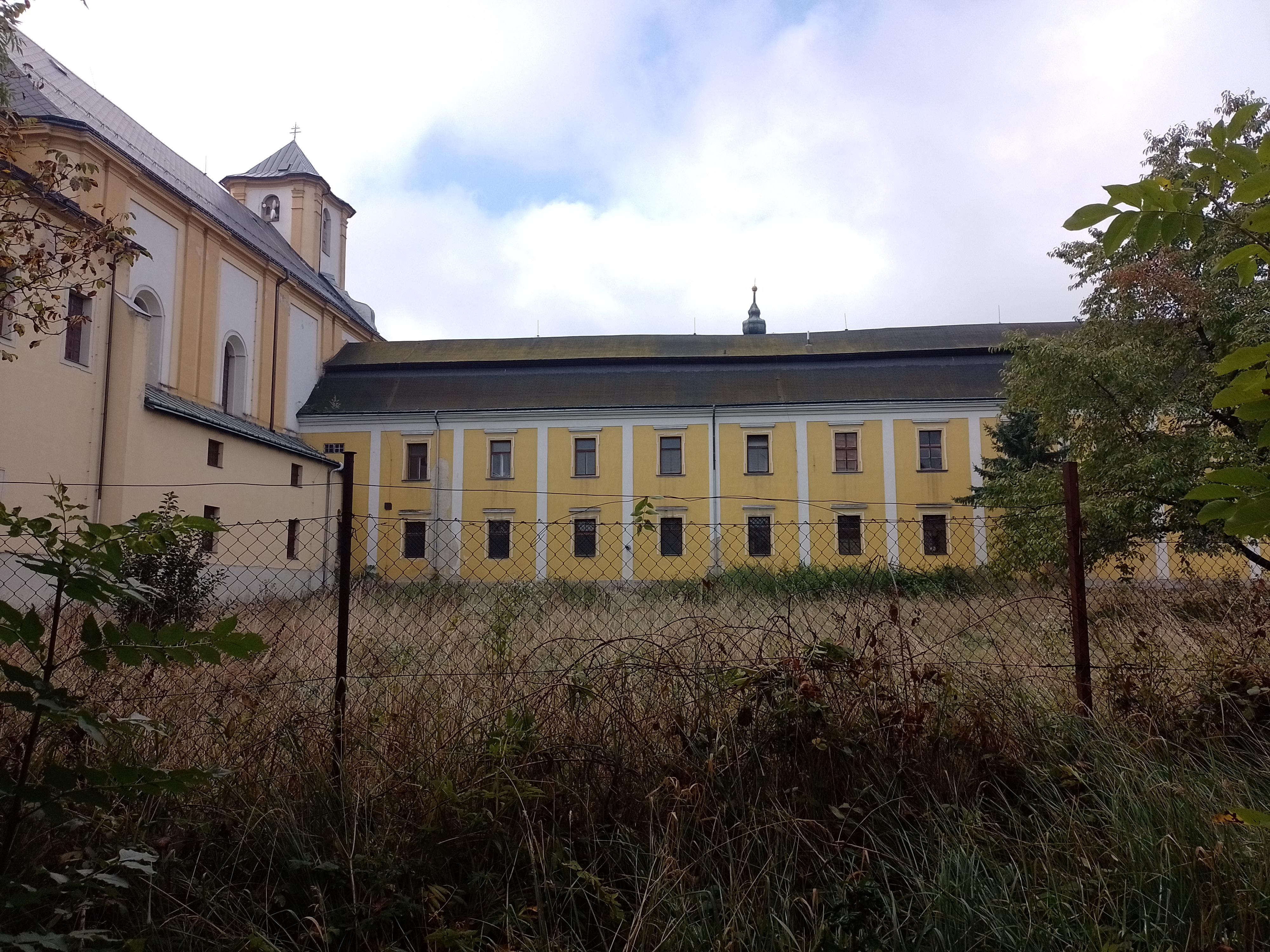
Pohled na kolej zpoza státní hranice

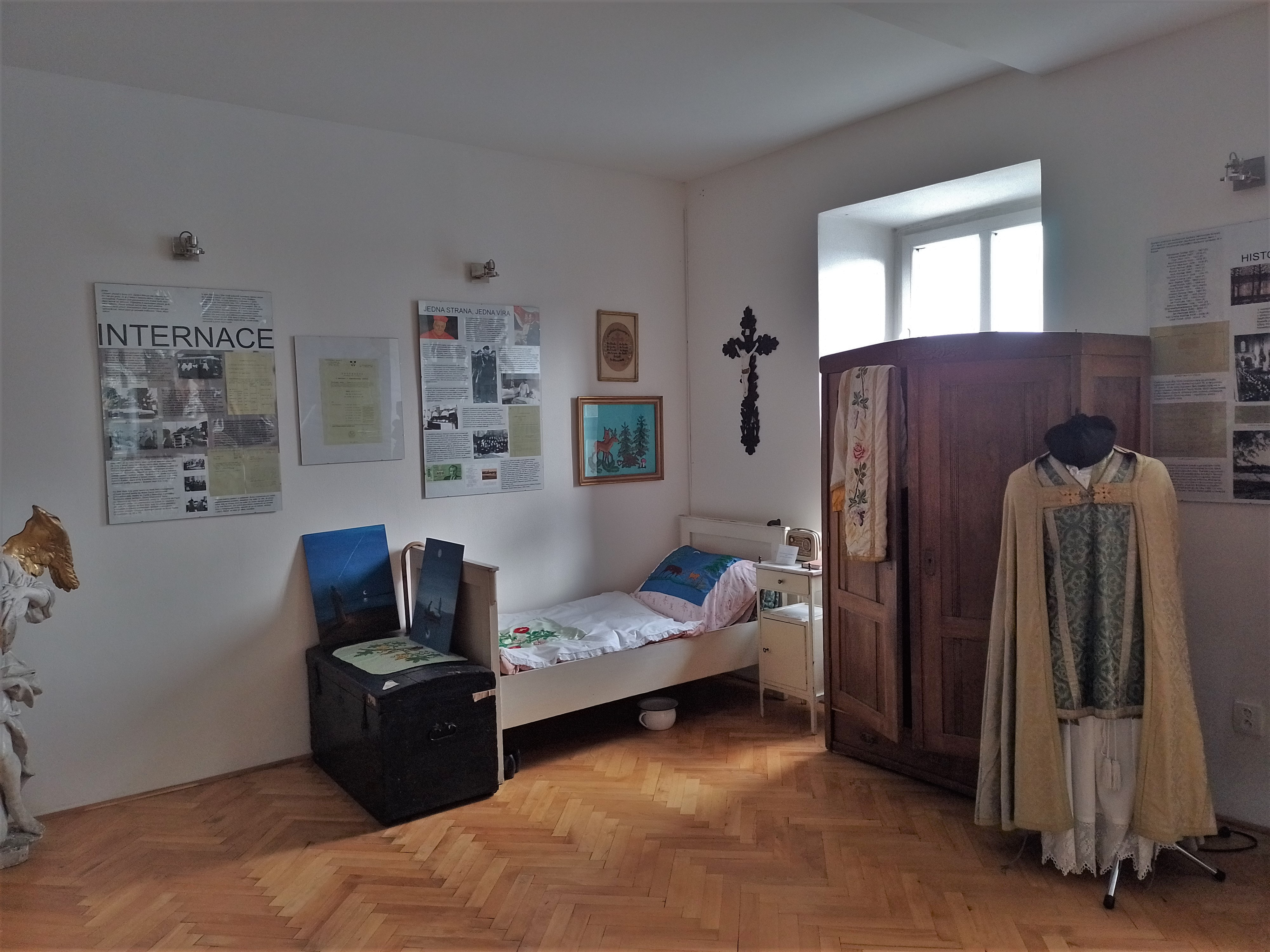
Muzeum izolace, internace a integrace: část expozice věnovaná pobytu jeptišek

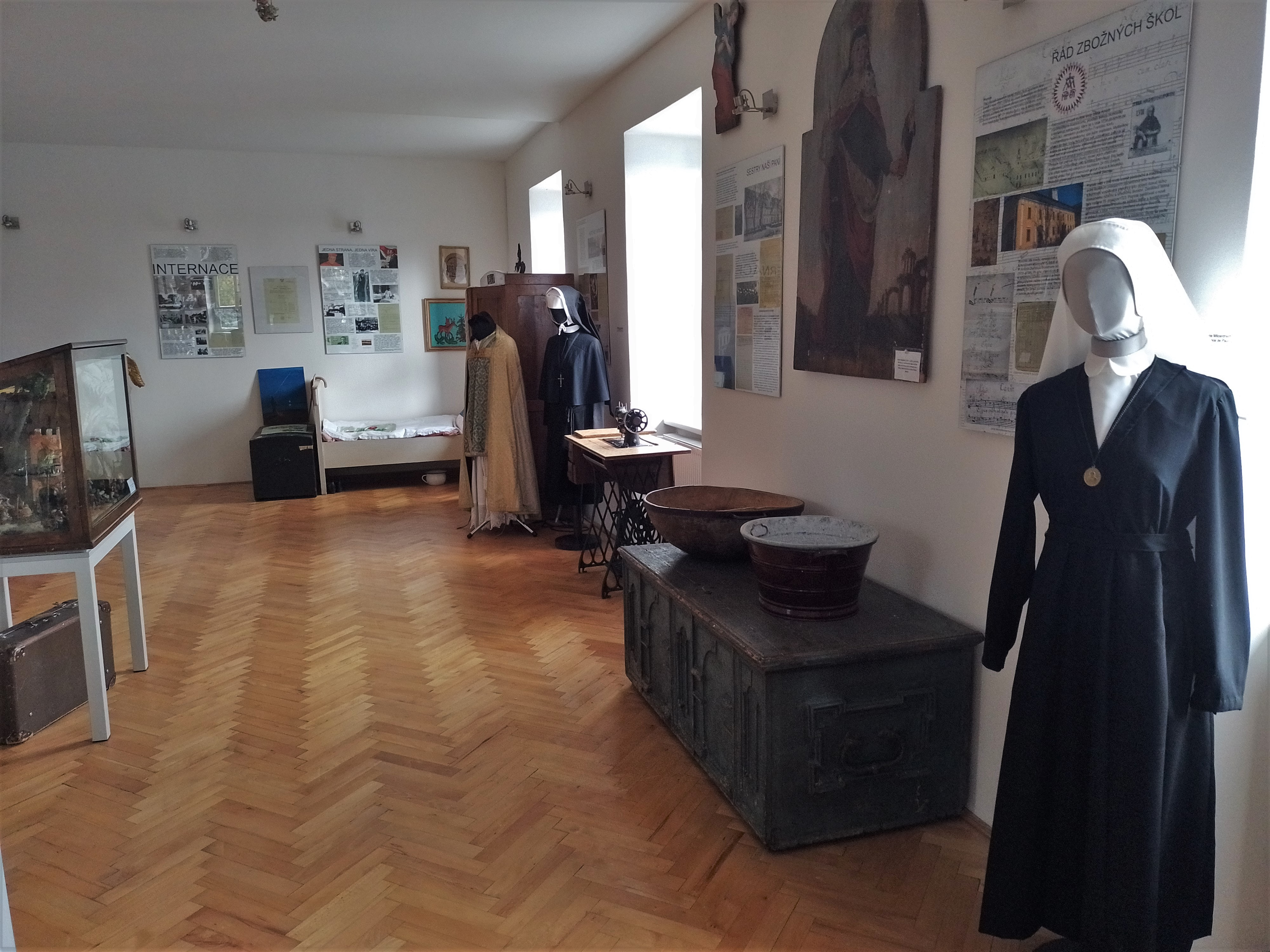
Muzeum izolace, internace a integrace: část expozice věnovaná pobytu řádových sester

Olomoucký kanovník Jakub Arnošt hrabě z Lichtenštejn-Kastelkornu se roku 1714 rozhodl na svém zděděném panství Hertwigswaldau, konkrétně pak v Bílé Vodě, zřídit piaristickou kolej. Cílem bylo jednak zintenzívnit rekatolizaci této části Slezska, ohroženou po uzavření altranstädtského míru obsahujícího ústupky slezským protestantům, a jednak umožnit v této poněkud zanedbané oblasti přístup k základnímu a střednímu školství. V roce 1720 přišli piaristé z kroměřížského gymnázia poprvé obhlédnout stavební místo a 15. ledna 1723 vydal hrabě Lichtenštejn zakládací listinu koleje. Z okolní šlechty přispěli na financování nového ústavu zejména Václav svobodný pán Haugvic z Biskupic a Eleonora hraběnka Salmová.
Piaristé přišli do Bílé Vody již 18. února 1724 a začali s výstavbou koleje (dokončena byla roku 1733) u stávajícího poutního kostela Zvěstování P. Marii (původně sv. Anny). Ten jim byl svěřen do duchovní správy a roku 1727 u něj byla zřízena farnost. Po několika odkladech začala roku 1755 i přestavba kostela, která se protáhla do roku 1777.
Hlavním účelem příchodu piaristů bylo ale zřízení škol – triviální školy a gymnázia – ve kterých také roku 1727 zahájili vyučování. V roce 1751 k nim přibylo i filosofické studium otevřené i světským žákům. Zvláštní a významnou částí vzdělávání v Bílé Vodě byl hudební seminář, založený roku 1733, který si vydobyl značnou pověst. V době největšího rozkvětu v koleji působilo až 17 řeholníků. Nejvýznamnějším rektorem koleje byl zdejší odchovanec P. Damasus Brossmann, rektor koleje v letech 1778–1787, který kladl důraz mj. na pěstování divadla a hudby a udržoval čilý styk s hudebním skladatelem Karlem Dittersem von Dittersdorf, který v té době působil na nedalekém biskupském zámku Jánský Vrch.
Poté však působení koleje poznamenaly osvícenské školské reformy nepříznivé konfesním školám a začátkem 19. století navíc znehodnocení peněžních nadací, které tvořily hlavní majetkové zázemí konventu, v důsledku rakouského státního bankrotu roku 1811. Roku 1786 bylo zrušeno filosofické studium, roku 1818 zanikl i hudební seminář, roku 1829 gymnázium a piaristům zůstal ve správě jen hlavní (normální) škola, zřízená roku 1778. Když i ta byla roku 1872 předána do světské správy, zůstali piaristé do roku 1938 už jen jako správci místní fary.
Brzy po zániku škol se pro kolej našlo nové využití, když se roku 1876 do Bílé Vody přemístil slezský provincialát Chudých školských sester naší Paní, vyhnaný z Vratislavi v rámci Bismarckova „kulturního boje“. Pro řadu přestěhovaných a nových institucí – provincialát, noviciát, kandidaturu, učitelský ústav, obecnou školu, hospodyňskou školu s penzionátem – musely sestry vedle koleje postavit a pronajmout další budovy. Již v roce 1896 se však mohl mateřinec řádu opět navrátit do svého původního působiště. Některé sestry však na místě zůstaly a dále provozovaly mateřskou, obecnou a hospodyňskou školu a útulek pro přestárlé řeholnice.
Školy kongregace zanikly za druhé světové války. Zbylé sestry provozovaly letní tábory pro děti z velkých měst. Od roku 1948 se však práci s dětmi věnovat nesměly.
V září roku 1950 byly v českých zemích zrušeny všechny ženské kláštery a řeholnice různých řádů a kongregací byly násilně svezeny do sběrných klášterů; jedním z vybraných míst byla právě Bílá Voda. V roce 1951 byly mladší sestry odvezeny na jiná místa a Bílá Voda sloužila k internaci starších a práce neschopných sester. Postupně se zde shromáždila snad největší církevní komunita v Evropě, čítající až 450 řeholnic najednou (podléhala ovšem komunistickým úřadům; sestry žily v podmínkách podobných pracovním táborům a s velmi omezeným přístupem ke svátostem); vystřídalo se zde asi 1000 sester, z nichž mnohé jsou pohřbeny na místním hřbitově. Vedle koleje bydlely v různých domcích po celé obci.
Po roce 1990 se většina sester vracela na dřívější působiště svých kongregací. I původní obyvatelky zdejšího kláštera, chudé školské sestry naší Paní, se v listopadu 1996 přemístily do sídla své československé provincie ve Slavkově u Brna.

### Správní vývoj
Správní příslušnost Bílé Vody od roku 1848
- 1848 vévodství slezské, kraj opavský, Nisské knížectví, (Bílá Voda:) statek Bílá Voda, (Kamenička:) statek Horní Hoštice
- od 1. ledna 1850 do roku 1855 vévodství slezské, politický okres Frývaldov, soudní okres Javorník
- od roku 1855 do roku 1868 vévodství slezské, smíšený okres Javorník
- od roku 1868 do 30. listopadu 1928 vévodství slezské / země slezská, politický okres Frývaldov, soudní okres Javorník
- od 1. prosince 1928 do 31. ledna 1949 země moravskoslezská, politický okres Frývaldov (od 1947 Jeseník), soudní okres Javorník
  - kromě: od 1. října 1938 do května 1945 "sudetoněmecká území", od 15. dubna 1939 jako říšská župa Sudety / Reichsgau Sudetenland; (od 1. května 1939) vládní obvod Opava / Regierungsbezirk Troppau; (od 20. listopadu 1938) Landkreis Freiwaldau, Amtsgericht Weidenau
  - od 31. května 1945 Slezská expozitura země Moravskoslezské
- od 1. ledna 1949 do 30. června 1960 Olomoucký kraj, okres Jeseník
- od 1. července 1960 do 31. prosince 1995 Severomoravský kraj, okres Šumperk
- od 1. ledna 1996 do 31. prosince 1999 Severomoravský kraj, okres Jeseník
- od 1. ledna 2000 Olomoucký kraj, okres Jeseník

### Vývoj počtu obyvatel
Počet obyvatel obce Bílá Voda podle sčítání nebo jiných úředních záznamů:
| Rok            | 1836 | 1869 | 1880 | 1890 | 1900 | 1910 | 1921 | 1930 | 1939 | 1947 | 1950 | 1961 | 1970 | 1980 | 1991 | 2001 |
| -------------- | ---- | ---- | ---- | ---- | ---- | ---- | ---- | ---- | ---- | ---- | ---- | ---- | ---- | ---- | ---- | ---- |
| Počet obyvatel | 1575 | 1475 | 1470 | 1330 | 1277 | 1166 | 1182 | 1104 | 1024 | 509  | 465  | 673  | 539  | 588  | 546  | 316  |

1. ↑  z toho: 31 Čechoslováků, 941 Němců, 129 cizinců; 1080 řím. kat., 19 evang., 1 čsl., 2 bez vyzn.
2. ↑  z toho: 215 Čechů, Moravanů a Slezanů, 29 Slováků, 4 Němci, 5 Poláků; 114 řím. kat., 5 evang., 2 pravosl., 133 bez vyzn.

V obci Bílá Voda je evidováno 98 adres : 92 čísla popisná (trvalé objekty) a 6 čísel evidenčních (dočasné či rekreační objekty). Při sčítání lidu roku 2001 zde bylo napočteno 78 domů, z toho 54 trvale obydlených.

### Církevní správa
Z hlediska římskokatolické církevní správy spadá obec do farnosti Bílá Voda (s farním kostelem Navštívení P. Marie), která patří do děkanátu Jeseník diecéze ostravsko-opavské.
Evangeličtí věřící patří k farnímu sboru Javorník u Jeseníku. Věřící Československé církve husitské patří k náboženské obci v Jeseníku.

## Části obce
Bílá Voda se člení na tři části (současně ZSJ), které leží na dvou katastrálních územích:
- Bílá Voda u Javorníka (1283,40 ha) – Městys Bílá Voda a Ves Bílá Voda
- Kamenička u Bílé Vody (216,99 ha) – Kamenička

## Doprava
Obec Bílá Voda je na dopravní síť napojena pouze prostřednictvím silnice III. třídy vedoucí přes Horní Hoštice a Bílý Potok na Javorník.

## Zajímavosti
Nachází se zde jediná výrobna hostií v České republice, společnost UNITA. Hostie se zde pečou od roku 1984.

### Kulturní památky
- Zámek Bílá Voda v místní části Ves Bílá Voda, postaven roku 1691, dnes psychiatrická léčebna
- Piaristická kolej (bývalé gymnázium) z let 1724 až 1733, vrcholně barokní, postavena ve stylu Giovanniho Pietra Tencally[15]
- Římskokatolický farní kostel Navštívení Panny Marie v areálu koleje, původní stavba z roku 1604, do dnešní podoby byl přestavěn v letech 1755 až 1767 zřejmě podle projektu Felixe Antona Hammerschmieda. Obraz hlavního oltáře z roku 1774 pochází od Ignáce Raaba, dále se na velmi hodnotné malířské výzdobě podíleli Jan František Klein, František Bartsch a Felix Ivo Leicher. Spolu s kolejí kulturní památka[15][16]
- Hřbitov – kulturní památka; samostatnou památkou je hrob obětí pochodu smrti
- Několik soch světců z období kolem 3. čtvrtiny 18. století na návsi, u koleje a v zámeckém parku (dvě sochy sv. Floriána, sv. Jan Nepomucký, sv. Vendelín) – kulturní památky[15]
- dům čp. 60, postavený r. 1724 jako piaristické provizorium a později sloužící jako hospic, se sochou sv. Floriana v nice – kulturní památka[15]
- socha P. Marie v průčelí domu čp. 5 – kulturní památka

V místní části Ves Bílá Voda se v lese poblíž česko-polské hranice nachází kaple sv. Anny, nazývána Hauerova kaple (Hauerkapelle) či Hornická kaple.

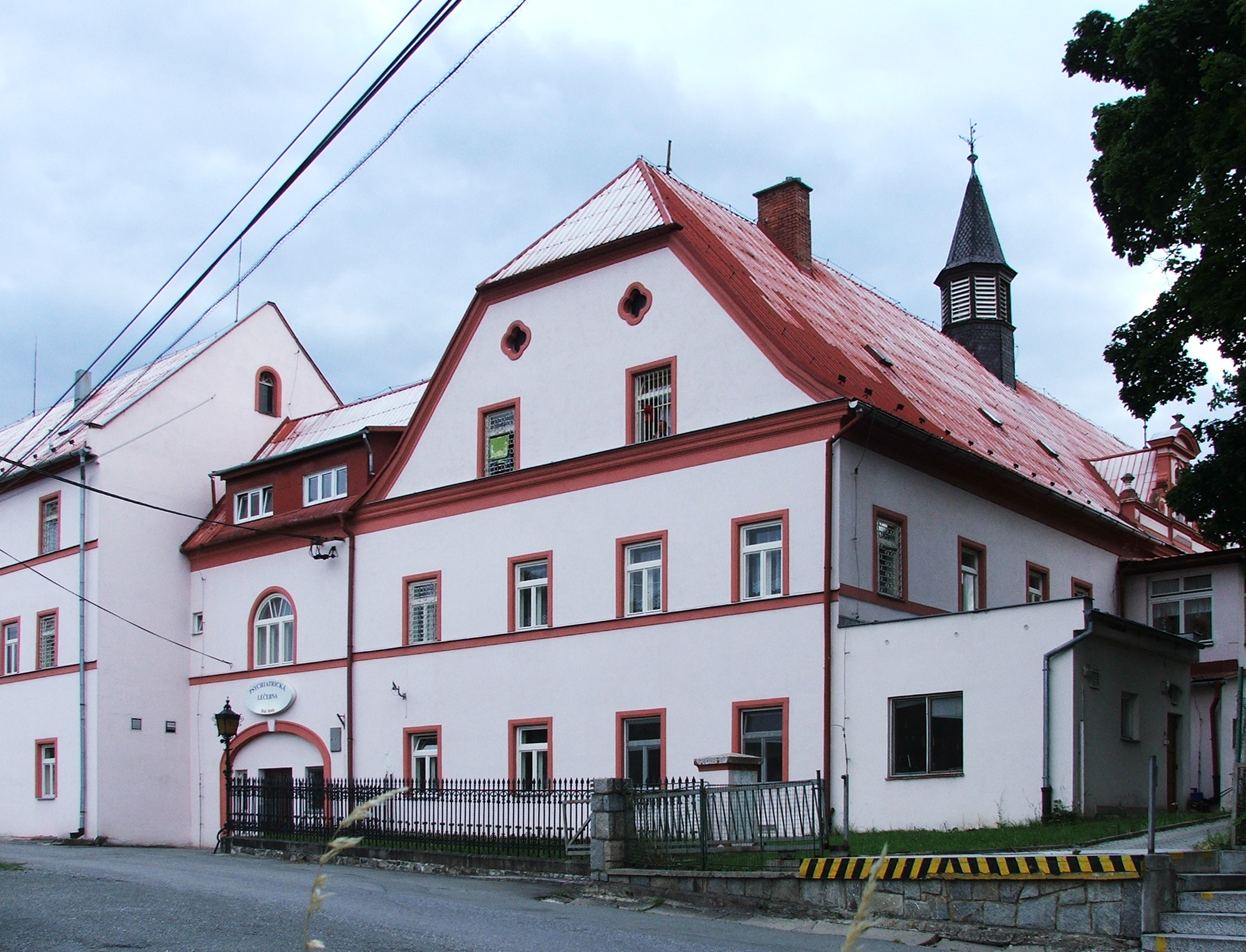
Zámek Bílá Voda
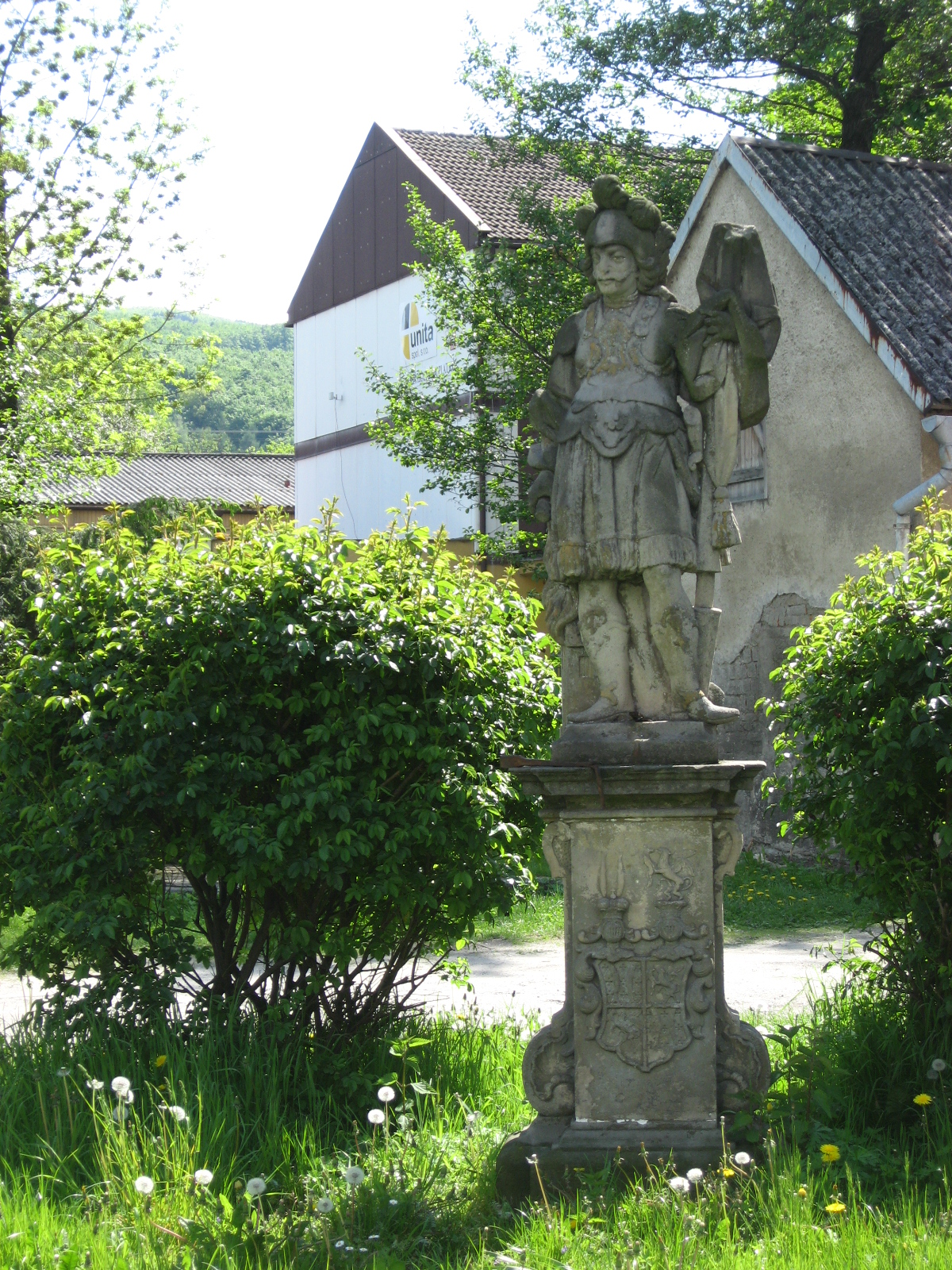
Socha sv. Floriána
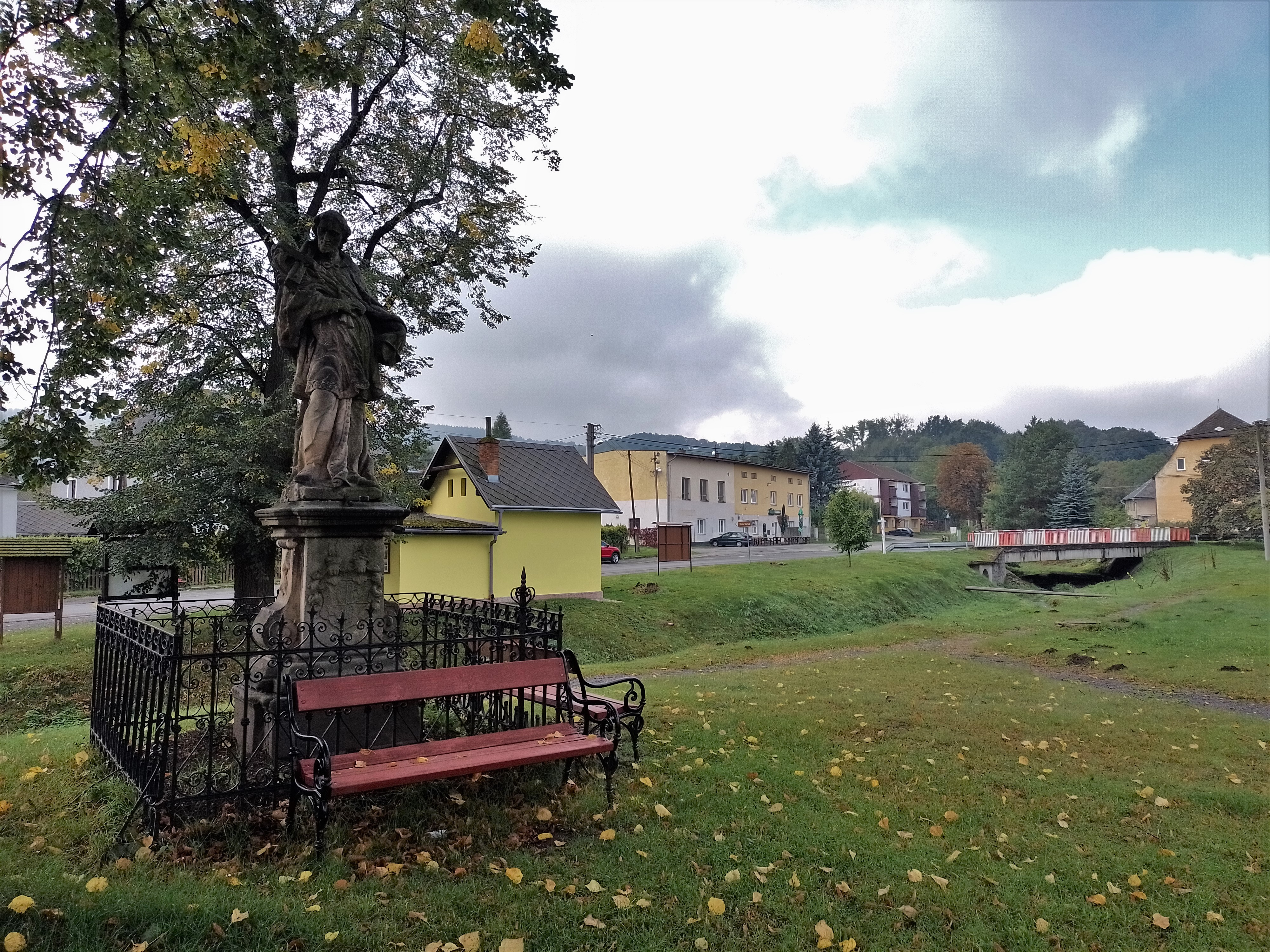
Socha svatého Jana Nepomuckého na návsi
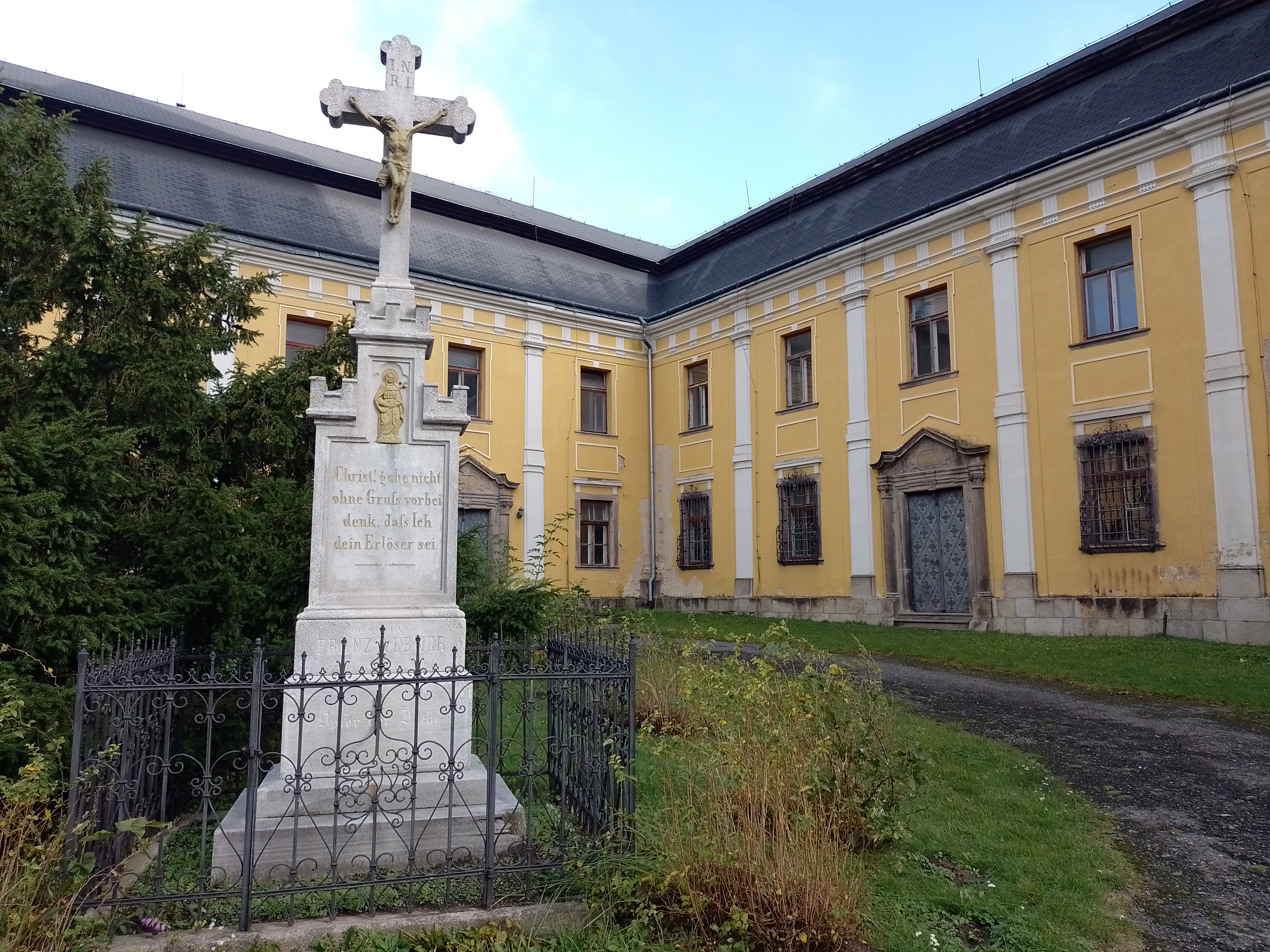
Kříž u kláštera

### Přírodní památky
- Kukačka – bývalý vápencový lom, v mapách označovaný „Na Vyhlídce“; těžily se zde kalcitické a dolomitické mramory (včetně polohy bílého dolomitu) a byly využívány jednak jako lomový kámen pro stavby, jednak pro vápennou pec, která produkovala v 1. pol. 19. stol. vápno pro přípravu malty a jako hnojivo. Na poměrně malé ploše je sledován výskyt pozoruhodné garnitury rostlinných druhů, z nichž mnohé patří mezi vzácné a ohrožené. Např. hořec křížatý (Gentiana cruciata), hořec brvitý (Gentianopsis ciliata), pupava obecná (Carlina vulgaris). Některé z nich jsou pro území Slezska velmi neobvyklé: hvozdík pyšný (Dianthus superbus), jeřáb dunajský (Sorbus danubialis) a huseník střelovitý (Arabis sagittata). Toto od roku 1996 státem chráněné území je klasifikováno jako významný krajinný prvek.
- Šafářova skála – přírodní zajímavost: mrazový srub, též skála s vyhlídkou
- Tis červený v zámeckém parku – památný strom[18]